# Grace Bumbry

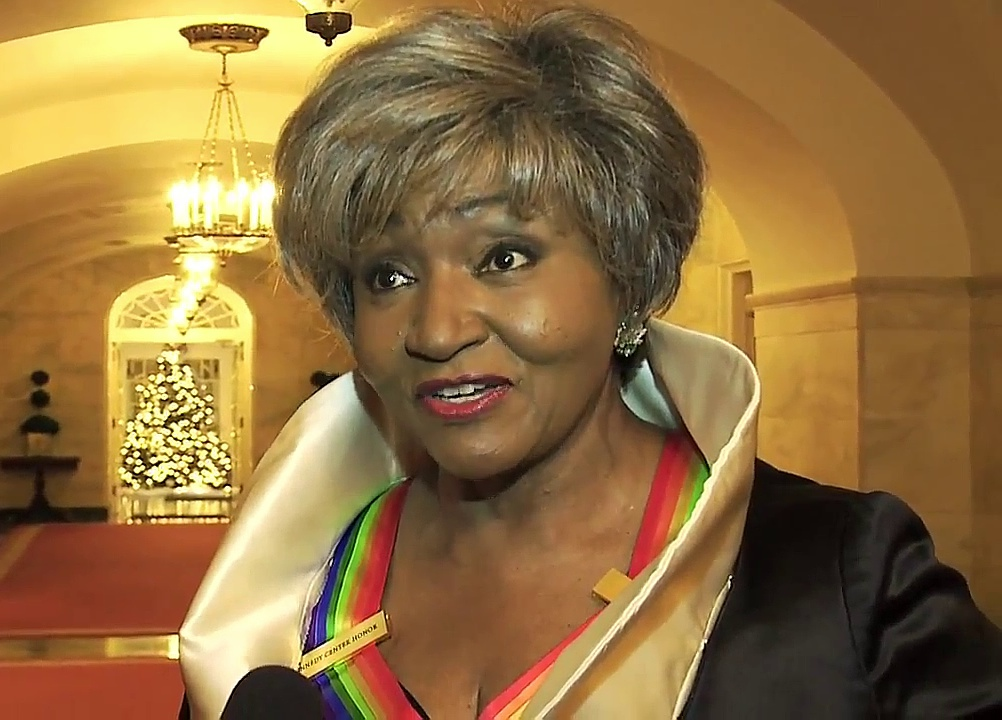
Grace Bumbry bei einem Empfang im Weißen Haus 2009

Grace Ann Melzia Bumbry (* 4. Januar 1937 in St. Louis, Missouri; † 7. Mai 2023 in Wien) war eine US-amerikanische Opernsängerin (Sopran und Mezzosopran). Sie studierte an der Boston University, an der Northwestern University in Evanston (Illinois) und an der Music Academy of the West Sommerakademie in Montecito in Kalifornien. In der internationalen Musikwelt erlangte sie ihren Durchbruch 1961 bei den Bayreuther Festspielen in der Rolle der Venus in Richard Wagners Tannhäuser. Neben vielen Wagner- und Verdi-Rollen sang sie auch sehr erfolgreich die Rolle der Bess in George Gershwins Porgy and Bess.

## Leben
Grace Bumbry war die Tochter eines Eisenbahnangestellten und einer Hausfrau. Aufgewachsen in St. Louis (Missouri), wurde Grace Bumbry von ihren Eltern auf die Charles Sumner High School geschickt, die erste afroamerikanische High School westlich des Mississippi River.
In ihrer Jugend sang Grace Bumbry im Kirchenchor. Im Alter von 17 Jahren gewann sie zum ersten Mal bei einem Radiowettbewerb, nachdem sie die Arie der Eboli „O don fatale“ aus Verdis Don Carlos vorgetragen hatte. Sie gewann dabei auch ein Studium am St. Louis Institute of Music, das sich jedoch weigerte, sie aufzunehmen, da wegen der in Missouri herrschenden Rassentrennung keine Afroamerikaner zugelassen waren.
Ein Auftritt beim Talent-Scout-Programm von Arthur Godfrey brachte ihr ein Stipendium für die Northwestern University in Evanston, Illinois, ein, das durch zwei Mäzenfamilien gefördert wurde. Danach besuchte sie die Boston University. Auf Einladung der in der Zeit des Nationalsozialismus emigrierten deutschen Sopranistin Lotte Lehmann wurde sie deren Schülerin in Santa Barbara und nahm in den Sommern 1956–1958 an ihrer Sommerakademie Music Academy of the West teil.
1958 war sie zusammen mit der Sopranistin Martina Arroyo Siegerin der Hörproben in der Metropolitan Opera und gab in Basel in Georges Bizets Oper Carmen ihr Bühnendebüt, ein Jahr später ihr Konzertdebüt in London. 1960 sang sie an der Pariser Oper die Amneris in Verdis Aida. Anschließend engagierte Wieland Wagner sie für die Bayreuther Festspiele. Mit der Rolle der Venus in Wagners Tannhäuser von 1961 hatte sich Grace Bumbry in Europa etabliert. Als erste „schwarze Venus“ bei den Bayreuther Festspielen (mit der Venusberg-Choreografie von Maurice Béjart) löste sie den von Wagner einkalkulierten Pressewirbel aus. Später wurde sie von Jacqueline Kennedy eingeladen, im Weißen Haus zu singen.

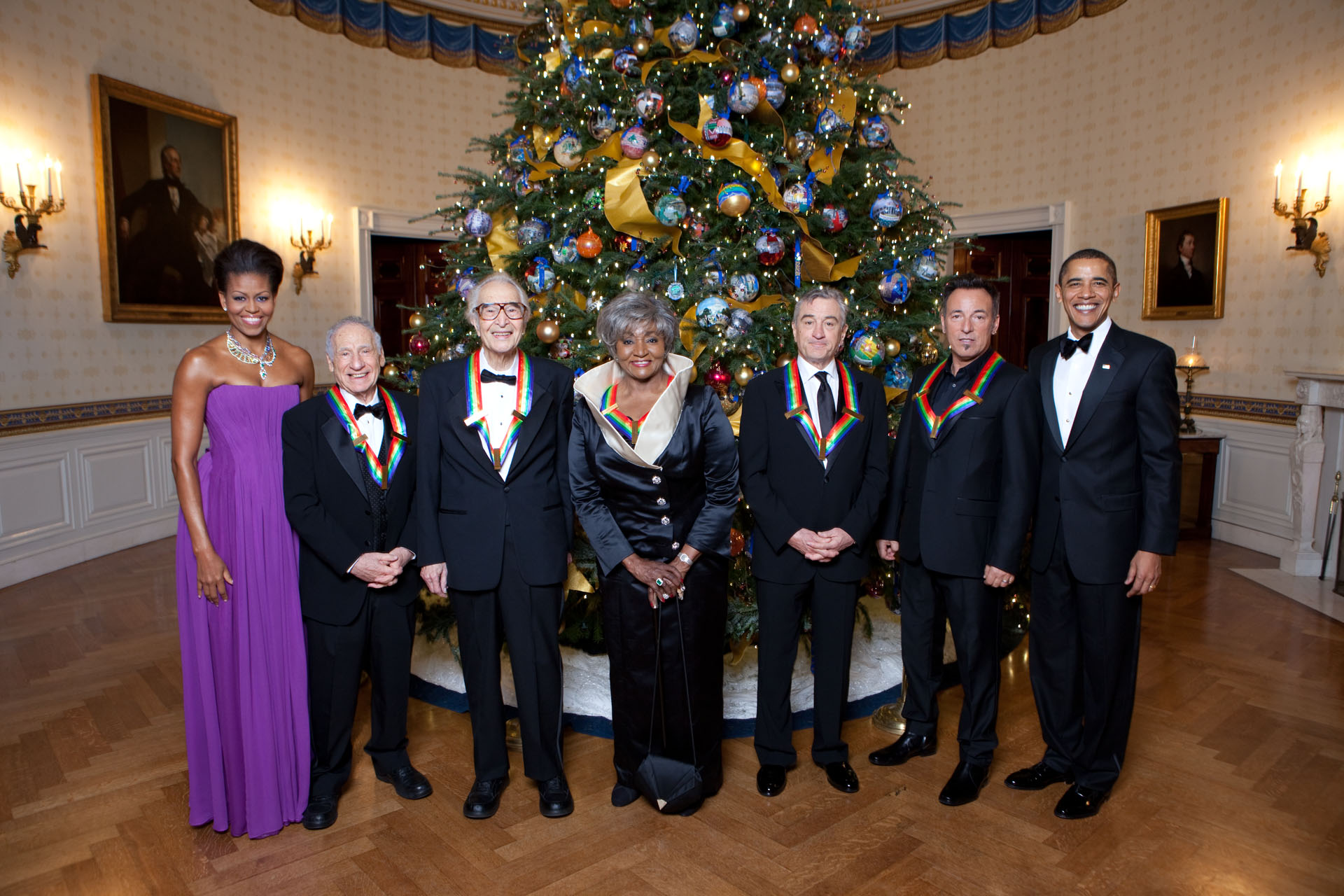
V. l. n. r. First Lady Michelle Obama, Mel Brooks, Dave Brubeck, Grace Bumbry, Robert De Niro, Bruce Springsteen und Barack Obama im Weißen Haus, 2009

Bumbry trat 1997 vorläufig von der Opernbühne ab. 1998 wurde sie von August Everding zu ihrer Karriere auf Deutsch interviewt. 2007 gab sie Lieder- und Arienabende unter anderem in Kiel, Hamburg, London, Paris, Moskau, Wien und Tokio. Im Frühjahr 2010 kehrte sie nach 13 Jahren auf die Opernbühne zurück. Grace Bumbry sang die Partie der Monisha in Scott Joplins einziger Oper Treemonisha an der Seite von Adina Aaron und Willard White im Théâtre du Châtelet in Paris. Hier trat sie im Frühjahr 2012 erneut mit einem Liederabend mit ausgewählten Titeln amerikanischer Komponisten auf. Kurz darauf, im März 2012, gab Grace Bumbry in der konzertanten Premiere der Oper Candide von Leonard Bernstein  an der Deutschen Oper Berlin die Rolle der Old Lady an der Seite von Simone Kermes. Im Januar 2013 sang sie erstmals die Gräfin in Tschaikowskis Pique Dame an der Wiener Staatsoper. 
Grace Bumbry gab weltweit Meisterkurse. Zudem hatte sie zahlreiche Verpflichtungen als Jurorin bei Gesangswettbewerben sowie als Gründerin der Vokal- und Opernakademie an der Berliner Universität der Künste.
Grace Bumbry starb im Mai 2023 im Alter von 86 Jahren in ihrer Wahlheimat Wien in einem Krankenhaus an den Folgen eines 2022 in New York erlittenen schweren Schlaganfalls. Sie soll in ihrer Geburtsstadt St. Louis beigesetzt werden. Dies gab ihr Adoptivsohn David Brewer gegenüber der Austria Presse Agentur (APA) an.
Sie war von 1963 bis 1972 mit dem Tenor Erwin Jaeckel verheiratet.

## Stimmlage
Zunächst festgelegt auf Mezzopartien, begann Grace Bumbry bald auch Sopranpartien zu singen: Salome, Aida, Tosca und die Lady Macbeth, weiterhin Norma, Santuzza, Cassandre, Chimène (in Le Cid), Elisabeth (in Tannhäuser), Elvira (in Ernani), Leonora (in Il trovatore) und die Bess. Weitere Mezzo-Hauptrollen in ihrem Repertoire waren: Dalila, Didon (in Les Troyens), Hérodiade (Titelrolle in Massenets gleichnamiger Oper), Laura, Adalgisa, Ulrica, Azucena, Orfeo und Poppea. Eindrucksvoll war der Wechsel Grace Bumbrys in ein völlig neues Stimmfach – vom Mezzosopran zum hochdramatischen Sopran.
Ihre Stimme war voluminös, dunkel timbriert und höhensicher. Neben Studioeinspielungen gaben insbesondere Live-Aufnahmen den besonderen Charakter ihrer Stimme wieder und zeigen die spezifische dramatische Spannung auf, die aus ihrem Sinn für rhythmische Präzision und eloquente Artikulation entstand.
Als Liedinterpretin trat Bumbry gemeinsam mit verschiedenen Pianisten, unter ihnen Leonard Hokanson, Sebastian Peschko, Erik Werba und in den letzten Jahren Alexander Schmalcz, hervor.

## Engagements
- 1960: Stadttheater Basel
- 1961: am 23. Juli internationaler Durchbruch bei den Bayreuther Festspielen
- 1963: verschiedene Auftritte an der Covent Garden Oper London, als Eboli in Verdis Don Carlos
- 1965: erstmals an der Metropolitan Opera New York
- 1966 und 1967 Carmen bei den Salzburger Festspielen
- 1967: Musikfilm „Carmen“ (Verfilmung nach der Salzburger Produktion unter Herbert von Karajan)
- 1970: Interpretationen von Sopranpartien (Salome, Tosca, Jenůfa, La Gioconda, Aida, Elisabetta in Don Carlos und Médée in Cherubinis Médée)
- 1979: an der Pariser Oper als Abigaille in Nabucco von Verdi
- 1990: Eröffnungsvorstellung der neu erbauten Opéra Bastille Paris
- 1997: Abschied von der Opernbühne als Klytaemnestra in Richard Strauss’ Oper Elektra an der Opéra National de Lyon
- 2010: Rückkehr auf die Opernbühne als Monisha in Scott Joplins Oper Treemonisha am Théâtre du Châtelet in Paris.

## Ehrungen
Grace Bumbry war am 17. Mai 1992 in den Saint Louis „Walk of Fame“ aufgenommen worden, wurde zur Ehrendoktorin des Ebner-Rust College Holly Springs (Missouri) und der University of Missouri St. Louis ernannt (1980) und an UNESCO-Projekten beteiligt (The Slave Route Project). Grace Bumbry erhielt den Alumna-Preis von der Akademie Musik des Westens, bekam den Premio Giuseppe Verdi von Italien verliehen und wurde 1996 zum Commandeur des französischen Ordens Ordre des Arts et des Lettres durch die französische Regierung ernannt. Im Dezember 2009 wurde ihr vom amerikanischen Präsidenten Barack Obama der Preis Kennedy Center Honors (deutsch Kennedy-Preis) des Kennedy Centers in Washington, D.C. für ihr Lebenswerk verliehen. Im Rahmen des Österreichischen Musiktheaterpreises 2017 wurde sie mit dem Preis für das Lebenswerk ausgezeichnet.

## CD-Aufnahmen
- Bellini: Norma (Rolle: Norma) Dynamic
- Bizet: Carmen (Rolle: Carmen) EMI
- de Falla: Der Liebeszauber Deutsche Grammophon
- Gluck: Orfeo ed Euridice (Rolle: Orfeo) Berlin Classics
- Händel: Messiah Decca
- Mascagni: Cavalleria rusticana (Rolle: Santuzza) Melodram
- Massenet: Le Cid (Rolle: Chimène) CBS
- Strauss, Johann II: Der Zigeunerbaron (Rolle: Saffi) EMI
- Strawinsky: The Rake’s Progress (Rolle: Baba the Turk) Erato
- Verdi: Die Macht des Schicksals Querschnitt (Rolle: Leonora) Berlin Classics
- Verdi: Don Carlo (Rolle: Eboli) Decca
- Verdi: Aida (Rolle: Amneris) RCA
- Verdi: Macbeth (Rolle: Lady Macbeth) Orfeo
- Verdi: Messa da Requiem Myto
- Wagner: Tannhäuser (Rolle: Venus) Philips
- Berühmte Opernarien Orfeo
- Early Recordings Deutsche Grammophon
- Arias and Songs Gala
- With Love Polydor

## DVD-Aufnahmen
- Bizet Carmen (Rolle: Carmen) Deutsche Grammophon
- Verdi Don Carlo (Rolle: Eboli) Deutsche Grammophon
- Verdi Messa da Requiem EMI
- Hommage á Lotte Lehmann TDK
- Aida's Brothers & Sisters – Black Voices in Opera and Concert Arthaus